# فرانك غروفز
فرانك غروفز (بالإنجليزية: Frank Groves)‏ هو سياسي أسترالي، ولد في 25 مارس 1873 في ملبورن في أستراليا، وتوفي في 3 يونيو 1959 في أستراليا. انتخب عضو الجمعية التشريعية فيكتوريا.